# The Woman Between Friends
The Woman Between Friends è un film muto del 1918 diretto da Tom Terriss.
Tratto dal romanzo Between Friends di Robert W. Chambers pubblicato a New York nel 1914, il film, prodotto dalla Vitagraph Company of America, uscì nelle sale l'11 febbraio 1918.
Nel 1924 ne venne rifatto, sempre dalla Vitagraph, un remake interpretato da Anna Q. Nilsson, Scadenza tragica (Between Friends).
Il film viene considerato perduto.

## Trama
Quando John Drena si sposa, dichiara eterna amicizia a Jack Graylock. Conoscendolo da una vita, non sospetta che possa esserci una relazione tra lui e sua moglie. I due partono per Nizza dove vivranno per alcuni mesi.
La donna, però, durante i festeggiamenti per il Carnevale, muore in seguito alle bruciature che subisce dopo che il suo vestito ha preso fuoco.
Drena torna triste a Parigi insieme a Jack che, nel frattempo, si è innamorata di Cecilia, una fioraia di grande bellezza. La ragazza, quando viene a Parigi, rivela inavvertitamente a Drena che Jack è stato l'amante di sua moglie.
Per vendicarsi, John decide di prendersi Cecilia ma senza sposarla. Informa delle sue intenzioni Jack: costui, per salvare la ragazza, promette di suicidarsi per espiare la sua colpa.
Drena gli giura che sposerà Cecilia, ma solo dopo la sua morte. Cecilia fa innamorare di sé anche John e questi si pente del giuramento che ha fatto fare a Jack: ma il vecchio amico si è sparato, senza però restare ucciso.
Così, dopo essersi assicurata che Jack potrà guarire, Cecilia accetta l'amore di John e i due si sposano.

## Produzione
Il film fu prodotto dalla Vitagraph Company of America

## Distribuzione
Distribuito dalla Greater Vitagraph (V-L-S-E), il film uscì in sala negli Stati Uniti l'11 febbraio 1918.